# Київський контрактовий ярмарок

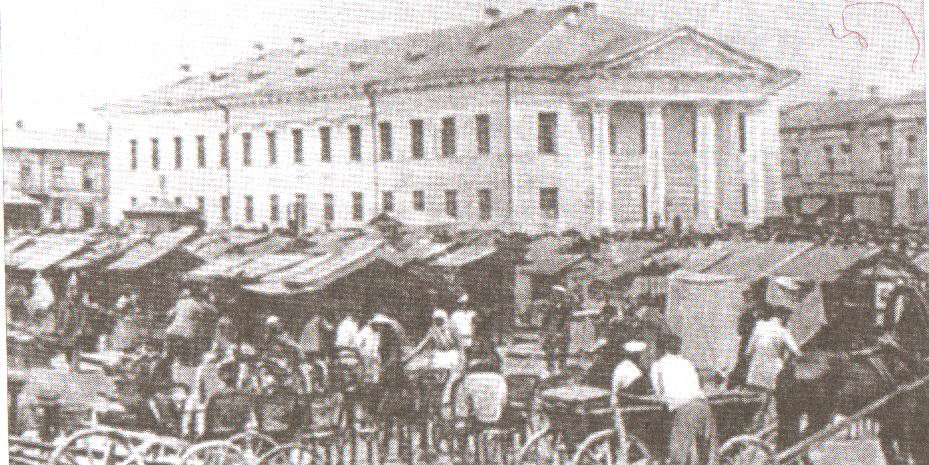
Київський контрактовий ярмарок, фото кінця XIX ст.

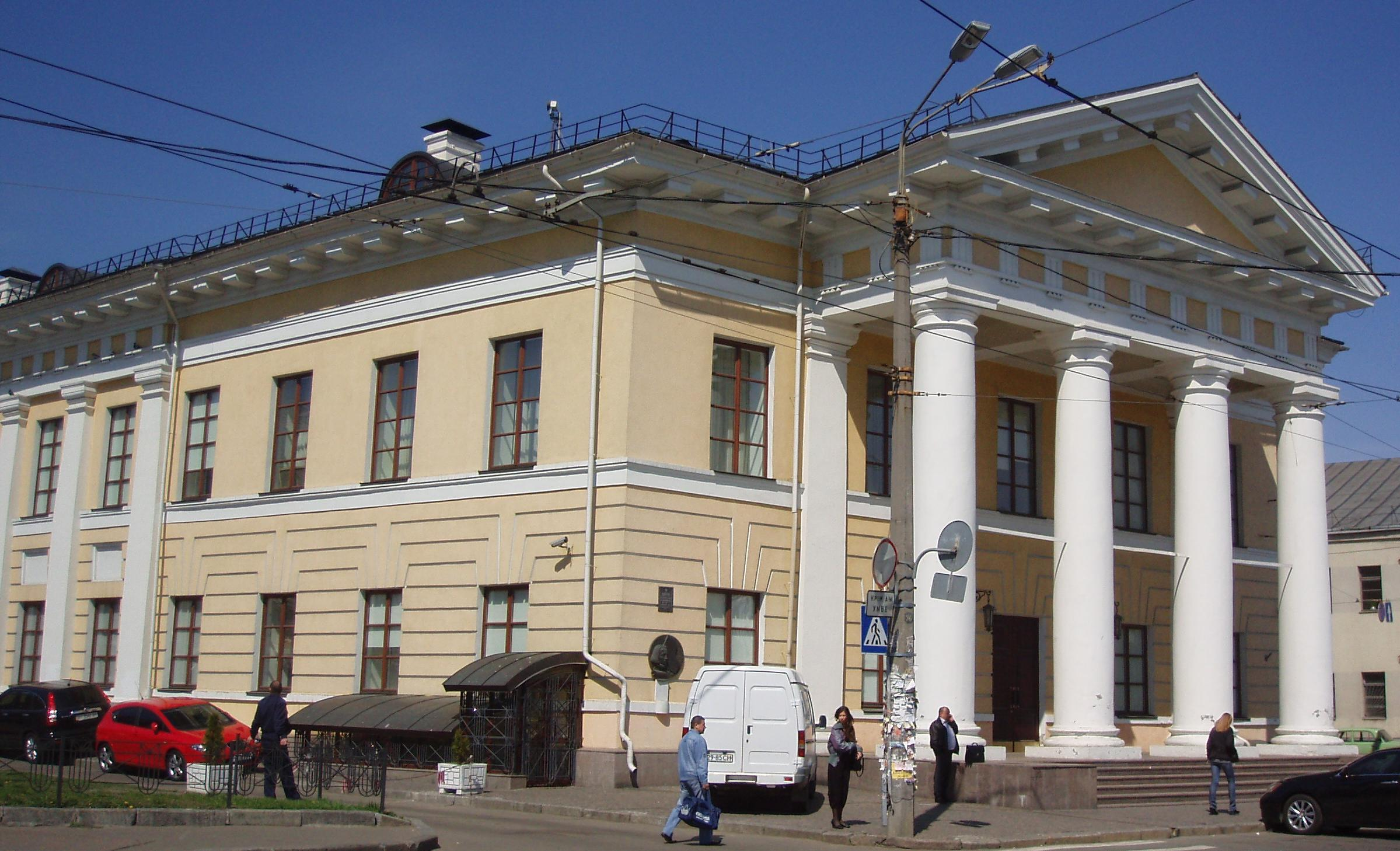
Сучасний вигляд Контрактового будинку на Подолі в Києві, квітень 2009

Київський контрактовий ярмарок — торговельний і контрактовий ярмарок у Києві на Подолі, на якому заключалися торговельні та кредитні угоди, що відіграв значну роль в економічному житті Російської імперії, зокрема Південно-Західного краю, до якого входили землі України, і який діяв у 1797-1930.

## Історія
До 1775 контрактовий ярмарок діяв у Львові. Сюди під час Різдвяних свят з'їжджалися шляхтичі з метою отримання кредиту під заставу маєтку, продажу, закладу в оренду маєтків, погашення боргів, укладання угод на купівлю-продаж хліба та іншої сільськогосподарської продукції. Ці контракти-угоди мали вирішальне значення в діяльності ярмарку. Після поділів Польщі в 1772, 1793 і 1795 контракти було перенесено спочатку в м. Дубно (збирав до 30 000 людей), а в 1797 — до Києва як центру економічного та культурного життя всього південно-західного регіону.
У Києві ярмарок за часом його проведення отримав додаткову назву — Водохрещенський, а з середини XIX століття — Стрітенський. Перші контракти в Києві було укладено 15 січня 1798 і відтоді ярмарок проводився регулярно. На Київському контрактовому ярмарку прибувало чимало польських панів та вельмож з діжками золота та срібла, купці та підприємці з різних кінців Російської імперії, Пруссії, Франції, Англії, Італії, Данії, Греції тощо. Контрактові угоди укладалися в міському магістраті, а з1811 — у Контрактовому домі на Подолі, зокрема його першому будинку, а вже за 7 років — в Контрактовому будинку, зведеному в 1815—1817 українським та англійським архітекторами Андрієм Меленським і В. І. Гесте.
Головним предметом контрактів були, як і раніше, заклади, продаж та оренда маєтків. З усіх оборотів контрактового ярмарку, які на початку 1840-х сягали 1,6—1,8 млн карбованців, 40—60 % припадало на операції з нерухомістю. Перші удари Київському контрактовому ярмарку завдано польськими повстаннями 1830—1831 та 1863–1864, після яких він уже не міг піднятися до колишніх показників. Так, газета «Киевская биржа» повідомляла в 1913:
|  | «Не чути пожвавлення в операціях з купівлі-продажу маєтків... З цукрових заводів з рук у руки перейшов на контрактах лише один». |

На Київському контрактовому ярмарку здійснювалися також кредитні операції. При проведенні ярмарку в м. Дубно весь кредит зосереджувався в руках кн. А. Понінського, а після — П. Потоцького. На початку XIX ст., після розорення П. Потоцького та інших банкірських домів, кредитування здійснювали єврейські банкіри Бердичева й Одеси, які підтримували контакти з великими банками Західної Європи. Обороти банкірських контор протягом 1836—1851 сягали від 1,3 до 2,25 млн руб., з незначним падінням у 1839-1844. Зі зростанням банківської системи у 2-й половині XIX ст. великого впливу на контрактові операції набув Російський банк для зовнішньої торгівлі (1894), який обслуговував цукрову промисловість.
З контрактами була тісно пов'язана й торгівля, переважно хлібом. У Київ для здійснення головних хлібних закупівель, проведення розрахунків прибували купці з Пінська, Берестя, Шклова (нині всі міста — в Білорусі), Проскурова (нині м. Хмельницький), Старокостянтинова, Кременчука та інших міст. Київський ярмарок встановлював ціни на хліб, якими керувалися й на інших ярмарках. Занепад хлібної торгівлі на Київському контрактовому ярмарку розпочався з піднесенням Одеси як потужного центру в зовнішній торгівлі хлібом, а залізничне будівництво на південь від Києва довершило цей процес.
Натомість Київський контрактовий ярмарок перебрав на себе провідну роль у торгівлі цукром. Суб'єктами ярмарку від середини XIX ст. стали директори та службовці заводів і економій. Із середини 1870-х більшість угод на цукор укладалася через біржу, а контракти відмежовувалися від ярмарку. Київський контрактовий ярмарок продовжував проводити роздрібну торгівлю, обороти якої поступово падали. У 1870—1874 привезено товарів на 2,2 млн крб., а в 1884 — тільки на 0,565 млн крб.
У лютому 1917 ярмарковий прапор піднімався останній раз, адже після Жовтневого перевороту ярмарок практично припинив своє існування.
У 1923 зроблено спробу відродити Київський контрактовий ярмарок, тоді він зібрав 428 учасників, у тому числі 70 — від іноземних фірм. Припинив свою діяльність ярмарок остаточно в 1930.
15 березня 1994, вже за незалежної України, знову відновлено Київський контрактовий ярмарок під назвою «Київський міжнародний контрактовий ярмарок», але його робота має радше показовий та виставковий характер.
З 2016 року за ініціативи небайдужих підприємців столиці, проведення ярмарку «[Київські [Архівовано 30 Червня 2019 у Wayback Machine.] Контракти]» було відновлено на постійній основі. Місцем проведення ярмарку є традиційно Контрактова площа у м. Києві. На сьогоднішній день проект передбачає реалізацію наступних функцій (напрямів): (1) Економічний напрямок - підтримка та популяризація національного виробника (продовольчих / непродовольчи товарів), українських handmade-майстрів з метою формування попиту та ознайомлення споживачів із кращими українськими товарами; (2) Культурний напрямок — відродження українських традицій ярмаркування шляхом проведення торгівельних та культурно-мистецьких акцій в рамках ярмарку; (3) Туристичний напрямок — промоція туристичного потенціалу столиці та України в цілому з метою залучення місцевих та іноземних туристів, розвитку сфери гостинності регіонів.

## Пам'ять

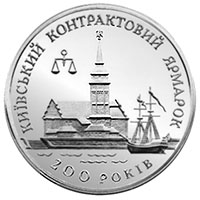
Київський контрактовий ярмарок (срібна монета)

16 жовтня 1997 Національний банк України ввів у обіг пам'ятну монету «Київський контрактовий ярмарок» присвячену 200-річчю від початку функціонування (з 1797) у Києві контрактового ярмарку — важливої щорічної події комерційно-торговельного і суспільно-політичного життя в Україні кінця XVIII — початку XX ст.

## Джерело
- Лазанська Т. І. www.history.org.ua е-Енциклопедія історії України [Архівовано 5 Березня 2016 у Wayback Machine.] // Енциклопедія історії України. — К. : Наукова думка, 2007. — Т. 4. — ISBN 978-966-00-0692-8., стор. 257—258
- Киевские контракты [Архівовано 17 Серпня 2016 у Wayback Machine.]. Северная пчела. 1825, 25 февраля.
- Історія київського контрактового ярмарку